# 10387 Bepicolombo
10387 Bepicolombo (1996 UQ) là một tiểu hành tinh vành đai chính được phát hiện ngày 18 tháng 10 năm 1996 bởi P. Sicoli và F. Manca ở Sormano.